# Lettonia all'Eurovision Song Contest
La Lettonia ha debuttato all'Eurovision Song Contest nel 2000.  Nel giro di pochissimi anni è riuscita ad ottenere prima un terzo posto, e poi nel 2002 il primo posto, dopo che era stata ripescata a causa dell'assenza del Portogallo.
La Lettonia ha riportato dopo sette anni una canzone in Italiano nella finale. Nel 2007 e nel 2008 ha fatto parte dei gruppi vocali che hanno rappresentato il Paese baltico anche un cantante italiano, il sardo Roberto Meloni, noto personaggio della televisione lettone. Tali occasioni sono state anche le ultime finali per il Paese. Infatti, dal 2009, la Lettonia ha centrato la finale solo due volte; dal 2015 lo Stato baltico ha adottato un nuovo metodo di selezione, Supernova, e si è qualificato per la finale anche nello stesso anno, occupando la 6ª posizione. Nel 2024, la Lettonia è tornata in finale dopo 6 anni di eliminazioni in semifinale.
La partecipazione è stata curata dall'azienda televisiva statale Latvijas Televīzija (LTV) dal 2000 al 2024 e poi dalla Latvijas Sabiedriskais Medijs (LSM).

## Partecipazioni
- Primo posto
- Secondo posto
- Terzo posto
- Ultimo posto

| Anno | Artista            | Canzone             | Lingua   | Posizione           | Posizione           | Posizione                | Posizione                |
| Anno | Artista            | Canzone             | Lingua   | Finale              | Punti               | Semi                     | Punti                    |
| ---- | ------------------ | ------------------- | -------- | ------------------- | ------------------- | ------------------------ | ------------------------ |
| 2000 | Brainstorm         | My Star             | Inglese  | 3º                  | 136                 | Niente semifinali        | Niente semifinali        |
| 2001 | Arnis Mednis       | Too Much            | Inglese  | 18º                 | 16                  | Niente semifinali        | Niente semifinali        |
| 2002 | Marie N            | I Wanna             | Inglese  | 1º                  | 176                 | Niente semifinali        | Niente semifinali        |
| 2003 | F.L.Y.             | Hello From Mars     | Inglese  | 24º                 | 5                   | Niente semifinali        | Niente semifinali        |
| 2004 | Fomins & Kleins    | Dziesma par laimi   | Lettone  | Non qualificata     | Non qualificata     | 17º                      | 23                       |
| 2005 | Valters & Kaža     | The War Is Not Over | Inglese  | 5º                  | 153                 | 10º                      | 85                       |
| 2006 | Vocal Group Cosmos | I Hear Your Heart   | Inglese  | 16º                 | 30                  | Top 11 l'anno precedente | Top 11 l'anno precedente |
| 2007 | Bonaparti.lv       | Questa notte        | Italiano | 16º                 | 54                  | 5º                       | 168                      |
| 2008 | Pirates of the Sea | Wolves of the Sea   | Inglese  | 12º                 | 83                  | 6º                       | 86                       |
| 2009 | Intars Busulis     | Probka              | Russo    | Non qualificata     | Non qualificata     | 19º                      | 7                        |
| 2010 | Aisha              | What For?           | Inglese  | Non qualificata     | Non qualificata     | 17º                      | 11                       |
| 2011 | Musiqq             | Angel in Disguise   | Inglese  | Non qualificata     | Non qualificata     | 17º                      | 25                       |
| 2012 | Anmary             | Beautiful Song      | Inglese  | Non qualificata     | Non qualificata     | 16º                      | 17                       |
| 2013 | PeR                | Here We Go          | Inglese  | Non qualificata     | Non qualificata     | 17º                      | 13                       |
| 2014 | Aarzemnieki        | Cake to Bake        | Inglese  | Non qualificata     | Non qualificata     | 13º                      | 33                       |
| 2015 | Aminata            | Love Injected       | Inglese  | 6º                  | 186                 | 2º                       | 155                      |
| 2016 | Justs Sirmais      | Heartbeat           | Inglese  | 15º                 | 132                 | 8º                       | 132                      |
| 2017 | Triana Park        | Line                | Inglese  | Non qualificata     | Non qualificata     | 18º                      | 21                       |
| 2018 | Laura Rizzotto     | Funny Girl          | Inglese  | Non qualificata     | Non qualificata     | 12º                      | 105                      |
| 2019 | Carousel           | That Night          | Inglese  | Non qualificata     | Non qualificata     | 15º                      | 50                       |
| 2020 | Samanta Tīna       | Still Breathing     | Inglese  | Edizione cancellata | Edizione cancellata | Edizione cancellata      | Edizione cancellata      |
| 2021 | Samanta Tīna       | The Moon Is Rising  | Inglese  | Non qualificata     | Non qualificata     | 17º                      | 14                       |
| 2022 | Citi Zēni          | Eat Your Salad      | Inglese  | Non qualificata     | Non qualificata     | 14º                      | 55                       |
| 2023 | Sudden Lights      | Aijā                | Inglese  | Non qualificata     | Non qualificata     | 11º                      | 34                       |
| 2024 | Dons               | Hollow              | Inglese  | 16º                 | 64                  | 7º                       | 72                       |
| 2025 | Tautumeitas        | Bur man laimi       | Lettone  | 13º                 | 158                 | 2º                       | 130                      |

Note:
- Il brani Cake to Bake e Aijā contengono alcune frasi in lettone.
- Se un paese vince l'edizione precedente, non deve competere nelle semifinali nell'edizione successiva. Inoltre, dal 2004 al 2007, i primi dieci paesi che non erano membri dei Big 4 non dovevano competere nelle semifinali nell'edizione successiva. Se, ad esempio, Germania e Francia si collocavano tra i primi dieci, i paesi che si erano piazzati all'11º e al 12º posto avanzavano alla serata finale dell'edizione successiva insieme al resto della top 10.

## Statistiche di voto
Fino al 2025, le statistiche di voto della Lettonia sono:
| # | Stato    | Punti |
| - | -------- | ----- |
| 1 | Russia   | 175   |
| 2 | Ucraina  | 168   |
| 3 | Lituania | 161   |
| 4 | Estonia  | 156   |
| 4 | Svezia   | 156   |

| # | Stato       | Punti |
| - | ----------- | ----- |
| 1 | Lituania    | 119   |
| 2 | Estonia     | 103   |
| 3 | Irlanda     | 74    |
| 4 | Regno Unito | 69    |
| 5 | Danimarca   | 51    |

| # | Stato    | Punti |
| - | -------- | ----- |
| 1 | Lituania | 277   |
| 2 | Estonia  | 266   |
| 3 | Ucraina  | 260   |
| 4 | Russia   | 240   |
| 5 | Svezia   | 239   |

| # | Stato       | Punti |
| - | ----------- | ----- |
| 1 | Lituania    | 241   |
| 2 | Estonia     | 164   |
| 3 | Irlanda     | 142   |
| 4 | Regno Unito | 116   |
| 5 | Danimarca   | 106   |

## Città ospitanti
| Anno | Città | Luogo       | Presentatori                    |
| ---- | ----- | ----------- | ------------------------------- |
| 2003 | Riga  | Skonto Hall | Renārs Kaupers e Marija Naumova |